# 奥克特维尔
奥克特维尔（法語：Octeville，法語發音：[ɔktəvil]）是法国芒什省的一个旧市镇，属于瑟堡区。2000年，奥克特维尔与市镇瑟堡合并为市镇瑟堡-奥克特维尔（其接替瑟堡成为该省副省会）。2016年，瑟堡-奥克特维尔与临近的4个市镇合并为新市镇科唐坦地区瑟堡（其接替瑟堡-奥克特维尔成为该省副省会）。

## 地理
奥克特维尔（49°37'31.16"N, 1°38'33.17"W）面积7.35 平方千米，位于法国诺曼底大区芒什省，该省份为法国西北部沿海省份，西、北、东北三面环大西洋，东起顺时针与卡爾瓦多斯省、奧恩省、马耶讷省和伊勒-维莱讷省接壤。
奥克特维尔的时区为UTC+01:00、UTC+02:00（夏令时）。

## 行政
奥克特维尔的邮政编码为50130，INSEE市镇编码为50383。

## 人口
奥克特维尔于1999年3月8日时的人口数量为16948人。